# Angel Judit
Angel Judit (Arad, 1963. január 3. –) művészettörténész, muzeológus.

## Élete
1981-1985 között a Nicolae Grigorescu Képzőművészeti Főiskola muzeológus szakán tanult Bukaresten.
1989 óta az Aradi Művészeti Múzeum főmunkatársa, kiállításokat rendez. 1995-ben és 1997-ben Bécsben volt ösztöndíjas. 1996-ban New Yorkban volt ösztöndíjas. 1998 - 2013 augusztus között a Műcsarnok kurátora. 2013 szeptember óta a pozsonyi tranzitsk (sk.tranzit.org) vezetője.

## Magánélete
Férje Bartha Sándor, képzőművész, tanár. Egy fia született, Vince Benedek (2005).

## Kiállításai
- 1996 complexul muzeal; Arad
- 1999 Report, velencei biennále, Román Pavilon
- 2001 Szerviz,  Műcsarnok, Budapest
- 2001 Parti pris (Ami Barakkal), FRAC Languedoc - Roussillon, Montpellier
- 2003 Poesis, Mindennapok másképpen, Műcsarnok, Budapest
- 2003 Differentia specifica, prágai biennálé, Prága
- 2003 Balkan Konsulat: Budapest, rotor, Graz
- 2006  On Difference#2: Grenzwertig / It’s Up to Us! (társkurátor), Württembergischer Kunstverein, Stuttgart
- 2008 Na mi van? (Petrányi Zsolttal), Műcsarnok, Budapest
- 2009 Köztes idő, Dorottya Galéria, Budapest
- 2010 Összefüggő terek / Related Spaces (Steierhoffer Eeszterrel), Ernst Múzeum, Budapest
- 2010 When History Comes Knocking: Romanian Art from the 80s and 90s in Close Up, Galeria Plan B, Berlin
- 2011 Experiment and Community. Atelier 35 of Oradea 1981–1995, MODEM, Debrecen
- 2012 Európai utasok. Kolozsvári képzőművészet az ezredforduló után, Műcsarnok, Budapest
- 2013 Josef Dabernig: Textual Photography, tranzit.sk, Bratislava
- 2014 The Need for Practice, tranzit.sk, Bratislava
- 2014 Ilona Németh: Revised Version,  tranzit.sk, Bratislava
- 2015 Mona Vatamanu & Florin Tudor: Flying Utopia, tranzit.sk, Pozsony
- 2016 Small / Big World,  tranzit.sk, Bratislava
- 2017 Stopover. Ways of Temporary Exchange (társkurátor), Museumsquartier, Wien
- 2017 Collection Collective. Template for a Future Model of Representation (társkurátor),  tranzit.sk, Bratislava
- 2018 Start & Finish. Reflecting on Project Based Culture, tranzit.sk, Bratislava